# اندی بیسک
اندی بیسک (انگلیسی: Andy Bisek؛ زادهٔ ۱۸ اوت ۱۹۸۶) یک کشتی‌گیر اهل ایالات متحده آمریکا است.
از افتخارات وی میتوان به کسب مدال برنز مسابقات قهرمانی کشتی جهان در سال‌های ۲۰۱۴ و ۲۰۱۵ در وزن ۷۵ کیلوگرم فرنگی اشاره کرد.وی در سال ۲۰۱۶ میلادی در المپیک ریو در وزن ۷۵ کیلو حاضر بود در دور اول یوریساندی ریوس از کوبا را شکست داد اما در دور بعد به بوزو استارسویچ کشتی گیر کرواسی باخت و از دور رقابت ها کنار رفت.